# Microserica bisignata
Microserica bisignata är en skalbaggsart som beskrevs av Shuhei Nomura 1974. Microserica bisignata ingår i släktet Microserica och familjen Melolonthidae. Inga underarter finns listade i Catalogue of Life.